# William Trevor
William Trevor Cox (ur. 24 maja 1928 w Mitchelstown, zm. 20 listopada 2016 w Somerset) – irlandzki pisarz, nowelista.

## Życiorys
Studiował w Trinity College w Dublinie, pracował jako nauczyciel i rzeźbiarz, od 1960 mieszkał w Londynie. W latach 1960–1965 zaczął publikować swoje powieści i krótkie opowiadania. Większość swojej twórczości poświęcił tematyce irlandzkiej, w tym walce ludności cywilnej Irlandii Północnej. Popularność przyniosły mu m.in. powieści The Old Boys (1964), The Boarding House (1965), Fools of Fortune (1983). Jest również autorem opowiadań Anioły u Ritza (1975, wyd. pol. 1983). Był mistrzem dialogu, doskonałym obserwatorem świata i jego sardonicznym komentatorem; jego utwory zostały uznane przez krytykę za „najbardziej wnikliwą i subtelną prozę naszych czasów”. Otrzymał wiele nagród literackich.